# Heptageniidae
Famille
Les heptagéniidés constituent une famille d'éphémères dont environ 500 espèces ont été décrites et dont la distribution est surtout holarctique. Il s'agit généralement d'éphémères assez petits avec deux ou trois longs filaments à l'extrémité de l'abdomen (cerques). Les ailes des imagos sont d'ordinaire transparentes avec un système de veines apparent bien que l'on connaisse des espèces aux ailes tachetées. Comme chez la plupart des éphémères, les mâles ont de grands yeux composés mais qui ne sont pas divisés en partie supérieure et partie inférieure (ce groupe est quelquefois désigné sous le nom d'éphémères à tête plate).
Les heptagéniidés se reproduisent surtout dans les eaux courantes (un autre nom commun est éphémères de ruisseau), mais quelques espèces fréquentent des eaux stagnantes. Les larves ont une forme aplatie en relation avec leur vie dans des eaux torrentielles et sont d'habitude de couleur sombre. Elles se nourrissent de façon très diverse : certaines sont herbivores, d'autres fouillent dans les détritus et d'autres encore sont prédatrices.
C'est un taxon polluo-sensible dont la présence témoigne d'une bonne qualité de l'eau.
Liste des genres européens de cette famille :
- Afghanurus Demoulin 1961
- Cinygma Eaton 1885
- Epeorus Eaton 1881
- Ecdyonurus Eaton 1868
- Electrogena Zurwerra & Tomka 1985
- Heptagenia Walsh 1863
- Kageronia Matsumura 1931
- Rhithrogena Eaton 1881